# Faustina Caley
Faustina Namutenya Caley (* 17. November 1956 in Ruurumwe, Südwestafrika) ist eine namibische Politikerin, die seit 2015 für die SWAPO Mitglied der Nationalversammlung ist. Von 2020 bis 2025 war sie außerdem Vizeministerin im Ministerium für Bildung, Kunst und Kultur.

## Leben
Nach dem höchsten Schulabschluss machte Faustina Caley 1979 einen Abschluss als Sozialarbeiterin am Augustineum Training College. Im Anschluss arbeitete sie bis 1983 für das Gesundheitsministerium als Sozialarbeiterin in Rundu, Kavango-Region. Danach wechselte sie den Lehrberuf und unterrichtete an einer Schule in der gleichen Region. Im Jahr 1989 wurde sie zur stellvertretenden Schulleiterin der Rundu Junior Secondary School (Dr. Kampungu Senior Secondary School) ernannt. 1991 kam sie als Chief Education Officer für die Primärstufe zum Regionalen Bildungsbüro. 1994 übernahm Caley die Leitung der Abteilung Lebenslanges Lernen, Kunst und Kultur. Im Jahr 2003 wurde sie schließlich zur Direktorin für Bildung, Kunst und Kultur in der Region Otjozondjupa ernannt.
Faustina Caley ist die Mutter der Designerin Maria Caley.

## Politik
2014 wurde Faustina Caley auf Platz 64 der SWAPO-Wahlliste für die Nationalversammlung gesetzt. Im Folgejahr konnte sie in das Unterhaus des Parlaments als Abgeordnete einziehen. Ihre Schwerpunkte im Parlament sind Human Resources und Gleichberechtigung.
Im März 2020 wurde sie unter Präsident Hage Geingob Vizeministerin für Grundbildung, Künste und Kultur.